# Čitalište
Čitalište (bug. читалище, u doslovnom prjevodu „čitaonica“) je umjetnička institucija tipična za Bugarsku. Ova institucija je istovremeno biblioteka, kazalište, škola jezika, muzička škola, mjesto za neobavezne razgovore i klub. Prva čitališta u Bugarskoj pojavila su se 1856. godine u mjestima Svištov, Lom i Šumen. Za vrijeme bugarskog narodnog preporoda je nastalo preko 130 čitališta. 

## Vanjske poveznice
- Stranice Ministarstva umjetnosti  Arhivirana inačica izvorne stranice od 27. veljače 2008. (Wayback Machine)
- www.chitalishte.bg